# Суперкубок Київської області з футболу
Суперкубок Київської області з футболу — щорічний турнір, що розігрується між чемпіоном та володарем Кубка Київської області з футболу. Проводиться з 1999 року під егідою Київської обласної асоціації футболу.

## Результати за роками
| Рік  | Дата та місце проведення                        | Переможець                     | Рахунок              | Фіналіст                    |
| ---- | ----------------------------------------------- | ------------------------------ | -------------------- | --------------------------- |
| 1999 |                                                 | «Рефрижератор» (Фастів)        | 4 — 0                | «Чайка» (Вишгород)          |
| 2000 |                                                 | «Картонник» (Обухів)           | 4 — 3                | «Дніпро» (Київ)             |
| 2001 |                                                 | «Податкова Академія» (Ірпінь)  | 0 — 1 3 — 0          | «Україна» (Красна Слобідка) |
| 2002 |                                                 | «Зірка» (Журавлиха)            | 1 — 0 1 — 0          | ФК «Буча-КЛО»               |
| 2003 |                                                 | «Ергопак-Еліт» (Боярка)        | 5 — 3                | «Дніпро» (Обухів)           |
| 2004 | Турнір не проводився                            | Турнір не проводився           | Турнір не проводився | Турнір не проводився        |
| 2005 |                                                 | «Діназ» (Вишгород)             | 1 — 0                | «Грань» (Бузова)            |
| 2006 | Турнір не проводився                            | Турнір не проводився           | Турнір не проводився | Турнір не проводився        |
| 2007 |                                                 | «Ірпінь» (Гореничі)            | 2 — 0                | ФК «Путрівка»               |
| 2008 | 23 листопада 2008 Стадіон «Борекс», Бородянка   | ФК «Путрівка»                  | 1 — 0                | «Ірпінь» (Гореничі)         |
| 2009 | Матч не відбувся                                | «Ірпінь» (Гореничі)            | + : —                | «Інтер» (Фурси)             |
| 2010 | 29 жовтня 2010 Стадіон імені Бруквенка, Макарів | ФК «Путрівка»                  | 1 — 0                | ФК «Буча»                   |
| 2011 | 19 листопада 2011 Стадіон «Колос», Бориспіль    | «Діназ» (Вишгород)             | 1 — 1 п.п. 5 — 4     | ФК «Буча»                   |
| 2012 | 22 листопада 2012 Стадіон «Колос», Бориспіль    | «Колос» (Ковалівка)            | 3 — 0                | «Діназ» (Вишгород)          |
| 2013 | 23 листопада 2013 Стадіон «Діназ», Лютіж        | «Колос» (Ковалівка)            | 1 — 0                | «Чайка» (П. Борщагівка)     |
| 2014 | 25 жовтня 2014 Стадіон «Діназ», Лютіж           | «Колос» (Ковалівка)            | 2 — 1                | ФК «Буча»                   |
| 2015 | 18 жовтня 2015 Міський стадіон, Вишневе         | «Чайка» (П. Борщагівка)        | 3 — 3 п.п. 4 — 3     | «Діназ» (Вишгород)          |
| 2016 | 12 листопада 2016 Стадіон «Діназ», Лютіж        | «Сокіл» (Михайлівка-Рубежівка) | 2 — 1                | «Джуніорс» (Шпитьки)        |